# パースアンボイ (ニュージャージー州)
パース・アンボイ（英: Perth Amboy）は、アメリカ合衆国ニュージャージー州のミドルセックス郡にある都市。人口は5万5436人（2020人）。ニューヨークのスタテンアイランドと隣接している。ラリタン湾に面していることから「湾岸の都市」と呼ばれる。住民はヒスパニックの比率が高く77.7％（2020年）を占める。

## 歴史

### 市名
パース・アンボイ市の名前は、現在の市が位置する場所をレナペ族インディアンが「オンポージュ」（「平らな土地」）と呼んだことに由来する。また、1683年の開拓時にスコットランド領主団の関係者の1人であったパース伯爵ジェイムズ・ドラモンドにちなんでニューパースとも名付けられたが、アルゴンキン語名も短縮された「アンボ」あるいは「ポイントアンボイ」の形で残り、最終的に「パース」と「アンボ」が組み合わされて現在の名前となった。

### パース・アンボイの生い立ち

#### スコットランド植民地時代
パース・アンボイの町の起こりは、1683年頃にスコットランド人で友会徒のロバート・バークレイが所有していたイースト・ジャージー植民地の土地に住むスコットランド人開拓者が集められたことに始まる。バークレイは後に植民地の総督となったが、自身はこの土地に住まず、不在総督であった。

#### 町と市の設立
1718年8月4日、グレートブリテン王の勅許によって複数の町（タウンシップ）を含む形でパース・アンボイ市（シティ）が設立された。1784年12月21日には、ニュージャージー州法によって改めて設立された。1784年当時、パース・アンボイ市は初期のパース・アンボイ・タウンシップの北部領域とウッドブリッジ・タウンシップの一部で構成されていた（この間に「サウスアンボイ・タウンシップ」が生まれた）。
初期のパース・アンボイ・タウンシップは1693年10月31日に設立されていたが、1720年代にパース・アンボイ市全域を含むように編成が見直されるなどの拡大を経て、1798年2月21日に通過した法案により、北部パース・アンボイを含む形のパース・アンボイ・タウンシップが新たに設立された（このとき、合計104のタウンシップが誕生している）。
1844年4月8日、再編成によってパース・アンボイ・タウンシップはパース・アンボイ市に吸収された。

### 植民地首都

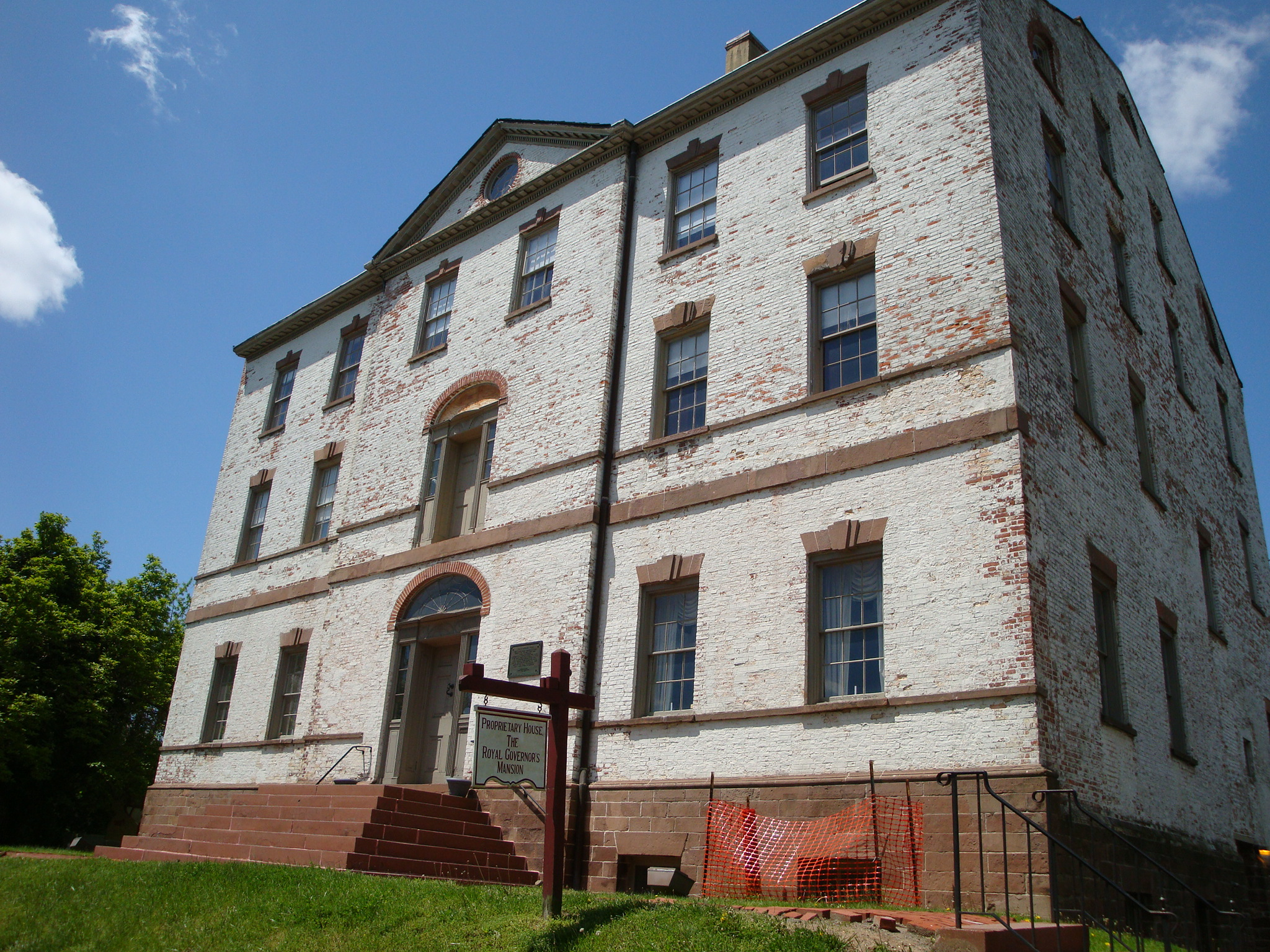
領主邸宅

パース・アンボイは1686年から1776年までニュージャージー植民地の首都だった。1684年、イースト・ジャージー植民地の首都となり、1702年にイースト・ジャージーとウェスト・ジャージーが統合されるまで首都を続け、1776年まではバーリントンと共に並列する首都になった。この初期に建設された建物が今日でも幾つか見られる。その中でも著名なのがウィリアム・フランクリンの家屋だった領主邸宅であり、現在も市内ウォーターフロントに建っている。ウィリアム・フランクリンはニュージャージーでは最後の英国総督であり、ベンジャミン・フランクリンとは疎遠になった息子だった。セントピーターズ教会は1718年に州内では初めて設立された聖公会教会だった。現在の建物は1875年からのものであり、周りには初期開拓者の墓地があり、ステンドグラスには宗教的な場面や、ニュージャージーがチャーターを受けた場面、またウィリアム・フランクリンと父のベンジャミンとの会見場面が描かれている。パース・アンボイ市役所は1714年に先ず裁判所として建造され、1731年や1764年の大火も生き残り、国内でも連続して使われている最古の市役所となっている。カーニー・コテージは当初あった場所から現在ある場所に移され、18世紀のこの土地特有の建築物が残された例となっている。
植民地時代とその後のかなりの期間を通じて、ニューヨーク市とフィラデルフィアを行き来する旅人の重要な中継所であり、1709年からアーサー・キルを渡ってスタテン島トッテンビルを結ぶフェリーの船着き場でもあった。このフェリーは1928年にアウターブリッジ・クロッシングが開通して、重要性が落ちたものの、1963年まで運航を続けていた。パース・アンボイフェリー桟橋は1998年に改修されて1904年の姿を再現した。発券場の模型が建設され、現在は小さな博物館になっている。

### 工業化と移民

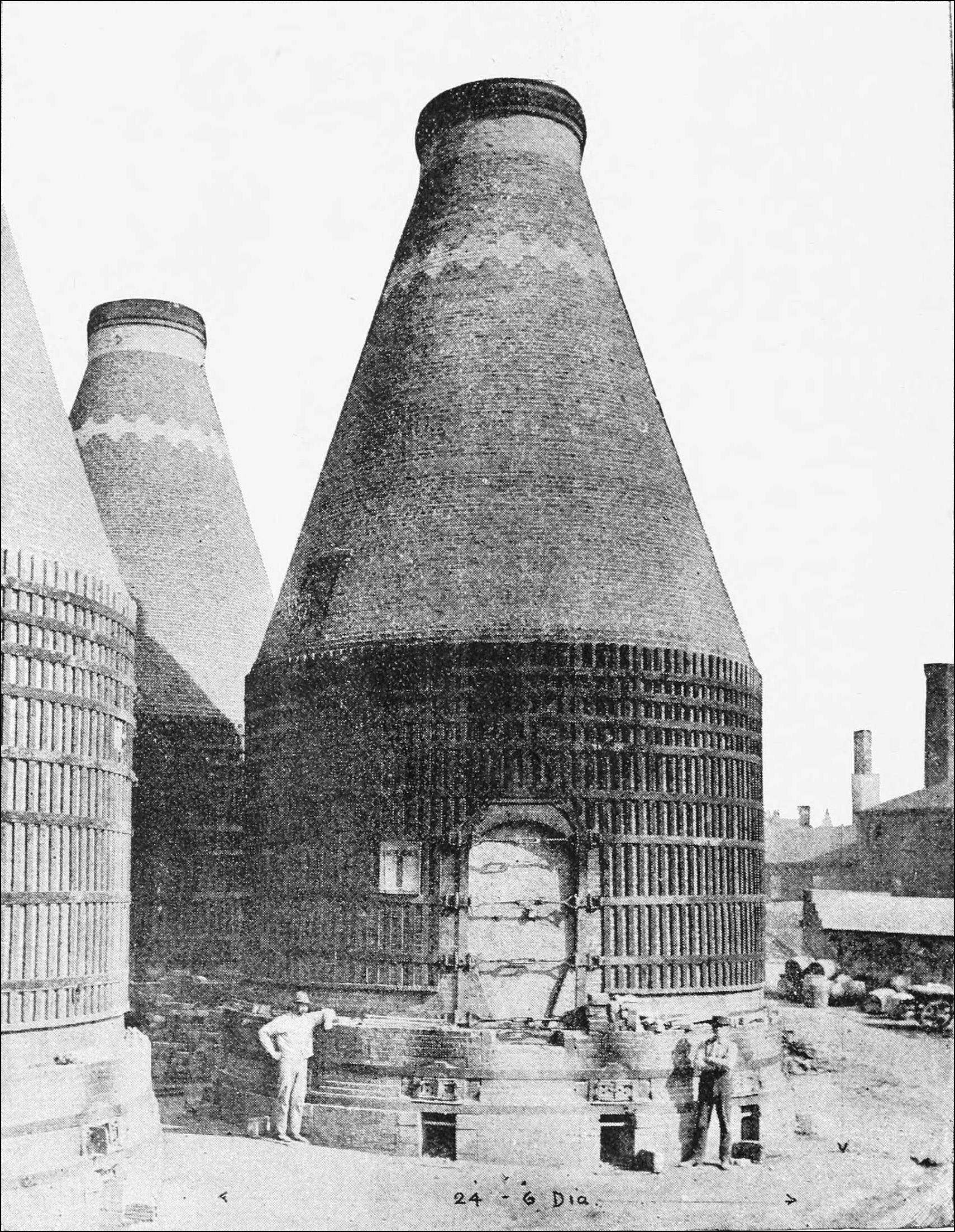
パース・アンボイ・テラコッタ会社の3つのキルン

19世紀半ばまでに移民と工業化がパース・アンボイを変革させた。A・ホール・アンド・サンズ・テラコッタ、ぐっげんは医務・アンド・サンズ、カッパー・ワークス精錬会社のような工場が、中心街の繁栄を加速し、多くの地域住民を雇用した。リーハイ・バレー鉄道の港と接続するターミナルとなり、石炭を積み出すようになって、さらに成長が加速された。市内にはブダペスト、ダブリン、チキンタウンといった民族のきつく編まれ固まった町が出来て行った。デンマーク、ポーランド、ハンガリー、チェコスロバキア、イタリア、ロシア、オーストリアからの移民が直ぐに工場労働者の大半を占めるようになった。
1903年、パース・アンボイ公共図書館が州内初のカーネギー図書館となり、アンドリュー・カーネギーの認証と地元慈善家の寄付を通じて運営されるようになった。
1914年、アトランティック・リーグの野球チーム、ペイサーズが本拠地としたが、1シーズンをプレイしただけに終わった。1923年8月下旬、推計6,000人による暴動がパース・アンボイを揺るがせた。これはクー・クラックス・クランが市内で集会を開こうとしたときに起こった。
19世紀と20世紀のパース・アンボイはラリタン湾岸の北端にあるリゾート地でもあった。しかし、1990年代初期から再開発を行っている。小企業が開業するようになり、都市事業化地帯にもなっている。ウォーターフロントも再生されている。マリーナが拡張され、新しい遊歩道、公園、湾を見下ろす住宅ができている。
ユーモア作家ジェームズ・サーバーの伝記『私の人生と困難な時代』の「夜に多かった警報」の章にはパース・アンボイが出てくる。オハイオ州で青春期を過ごしていたときのある夜に、ニュージャージーにあるこの町の名前が思い出せなくなったために眠れなかった。父を起こしてニュージャージーの町の名前を挙げてくれるよう要求した。びっくりした父が単音節の町名を幾つか挙げると、サーバーは「ヘルター・スケルター」（大慌て）のように2語の町名を探していると答えた。このことで父は息子が危険なくらい気が狂っていると思いこんだ。サーバーは後に、ニュージャージー州パース・アンボイ出身の取るに足らない男について、『ウォルター・ミッティの秘密の生活』という題の映画になる話を書いた。

## 地理
パース・アンボイは北緯40度31分13秒 西経74度16分17秒 / 北緯40.52016度 西経74.271331度 (40.52016,-74.271331)に位置している。アメリカ合衆国国勢調査局に拠れば、市域全面積は5.957 平方マイル (15.429 km2)であり、このうち陸地4.702 平方マイル (12.178 km2)、水域は1.255 平方マイル (3.251 km2)で水域率は21.07%である。
パース・アンボイと、ラリタン川の対岸にあるサウスアンボイは、合わせてジ・アンポイズと呼ばれている。ニュージャージー・ターンパイク出口11号の表示には、方向として「ジ・アンポイズ」と書かれている。非公式にベイショアと呼ばれる地域の北端にある。
パース・アンボイは北と西に陸続きでウッドブリッジ・タウンシップ、南西のラリタン川対岸にセイアービル、南のラリタン湾上流の対岸、鉄道でのみ直接繋がれているサウスアンボイ、東のアーサー・キル対岸にニューヨーク市スタテン島区と接している。
地層は数百フィートの厚さがある粘土層の上にある。その結果、A・ホール・アンド・サンズ・テラコッタのように粘土を採掘する工場が10世紀後半にできた。
「ゴルフ・マガジン」の2005年9月号で、非公式「アメリカ合衆国のゴルフ首都」にパース・アンボイを挙げた。市内にはゴルフ場が無く、市から150マイル (240 km) 以内に、この雑誌が挙げるアメリカの100のゴルフ場のうち、25があるという内容だった。

### 気候
パース・アンボイは、ニュージャージー州に典型的な温暖湿潤気候（ケッペンの気候区分 Cfa）にあり、夏は暖かく、冬は寒い。
| パースアンボイの気候   | パースアンボイの気候 | パースアンボイの気候 | パースアンボイの気候 | パースアンボイの気候 | パースアンボイの気候 | パースアンボイの気候 | パースアンボイの気候 | パースアンボイの気候 | パースアンボイの気候 | パースアンボイの気候 | パースアンボイの気候 | パースアンボイの気候 | パースアンボイの気候 |
| 月                     | 1月                  | 2月                  | 3月                  | 4月                  | 5月                  | 6月                  | 7月                  | 8月                  | 9月                  | 10月                 | 11月                 | 12月                 | 年                   |
| ---------------------- | -------------------- | -------------------- | -------------------- | -------------------- | -------------------- | -------------------- | -------------------- | -------------------- | -------------------- | -------------------- | -------------------- | -------------------- | -------------------- |
| 平均最高気温 °F （°C） | 39 (4)               | 43 (6)               | 52 (11)              | 64 (18)              | 74 (23)              | 83 (28)              | 87 (31)              | 85 (29)              | 78 (26)              | 66 (19)              | 55 (13)              | 43 (6)               | 64.1 (17.8)          |
| 平均最低気温 °F （°C） | 23 (−5)              | 25 (−4)              | 32 (0)               | 41 (5)               | 50 (10)              | 60 (16)              | 65 (18)              | 64 (18)              | 56 (13)              | 45 (7)               | 36 (2)               | 28 (−2)              | 43.8 (6.5)           |
| 降水量 inch （mm）     | 3.63 (92.2)          | 3.06 (77.7)          | 4.13 (104.9)         | 4.01 (101.9)         | 4.22 (107.2)         | 4.21 (106.9)         | 5.50 (139.7)         | 3.73 (94.7)          | 4.57 (116.1)         | 4.21 (106.9)         | 3.85 (97.8)          | 4.00 (101.6)         | 49.12 (1,247.6)      |
| 出典：                 |                      |                      |                      |                      |                      |                      |                      |                      |                      |                      |                      |                      |                      |

## 人口動態

### 2010年国勢調査
以下は2010年の国勢調査による人口統計データである。
| 基礎データ - 人口: 50,814人 - 世帯数: 15,419 世帯 - 家族数: 11,456 家族 - 人口密度: 4,172.5人/km2（10,806.8人/mi2） - 住居数: 16,556軒 - 住居密度: 1,359.5軒/km2（3,521.0軒/mi2） 人種別人口構成 - 白人: 50.26% - アフリカン・アメリカン: 10.54% - ネイティブ・アメリカン: 1.10% - アジア人: 1.69% - 太平洋諸島系: 0.05% - その他の人種: 30.77% - 混血: 5.58% - ヒスパニック・ラテン系: 78.10% （ニュージャージー州の自治体ではユニオンシティに次いで第2位） | 年齢別人口構成 - 18歳未満: 27.3% - 18-24歳: 11.0% - 25-44歳: 30.2% - 45-64歳: 22.2% - 65歳以上: 9.3% - 年齢の中央値: 32歳 - 性比（女性100人あたり男性の人口） - 総人口: 97.3 - 18歳以上: 94.3 世帯と家族（対世帯数） - 18歳未満の子供がいる: 40.0% - 結婚・同居している夫婦: 40.1% - 未婚・離婚・死別女性が世帯主: 24.6% - 非家族世帯: 25.7% - 単身世帯: 20.3% - 65歳以上の老人1人暮らし: 7.5% - 平均構成人数 - 世帯: 3.25人 - 家族: 3.65人 | 収入と家計（2006年から2010年のアメリカン・コミュニティ・サーベイ統計） - 収入の中央値 - 世帯: 47,696米ドル - 家族: 53,792米ドル - 性別 - 男性: 38,485米ドル - 女性: 30,078米ドル - 人口1人あたり収入: 20,162米ドル - 貧困線以下 - 対人口: 19.4% - 対家族数: 16.3% - 18歳未満: 28.8% - 65歳以上: 15.2% |

### 2000年国勢調査
以下は2000年の国勢調査による人口統計データである。
| 基礎データ - 人口: 47,303 人 - 世帯数: 14,562 世帯 - 家族数: 10,761 家族 - 人口密度: 3,820.9人/km2（9,892.0人/mi2） - 住居数: 15,236 軒 - 住居密度: 1,230.7軒/km2（3,186.2 軒/mi2） 人種別人口構成 - 白人: 46.41% - アフリカン・アメリカン: 10.04% - ネイティブ・アメリカン: 0.70% - アジア人: 1.53% - 太平洋諸島系: 0.13% - その他の人種: 35.59% - 混血: 5.61% - ヒスパニック・ラテン系: 69.83% | 年齢別人口構成 - 18歳未満: 28.5% - 18-24歳: 11.4% - 25-44歳: 31.6% - 45-64歳: 18.3% - 65歳以上: 10.2% - 年齢の中央値: 31歳 - 性比（女性100人あたり男性の人口） - 総人口: 98.2 - 18歳以上: 94.8 世帯と家族（対世帯数） - 18歳未満の子供がいる: 40.3% - 結婚・同居している夫婦: 44.6% - 未婚・離婚・死別女性が世帯主: 21.0% - 非家族世帯: 26.1% - 単身世帯: 20.6% - 65歳以上の老人1人暮らし: 8.8% - 平均構成人数 - 世帯: 3.20人 - 家族: 3.63人 | 収入と家計 - 収入の中央値 - 世帯: 37,608米ドル - 家族: 40,740米ドル - 性別 - 男性: 29,399米ドル - 女性: 21,954米ドル - 人口1人あたり収入: 14,989米ドル - 貧困線以下 - 対人口: 17.6% - 対家族数: 14.3% - 18歳未満: 24.1% - 65歳以上: 12.8% |

2000年、市民の27.79%がプエルトリコ人の子孫と申告した。これはアメリカ本土で人口1,000人以上の自治体では第5位の数字である。同じ統計で18.81%はドミニカ共和国人子孫としており、国内第3位だった。全体でヒスパニック系が過半数となる都市の1つである。

## 地区

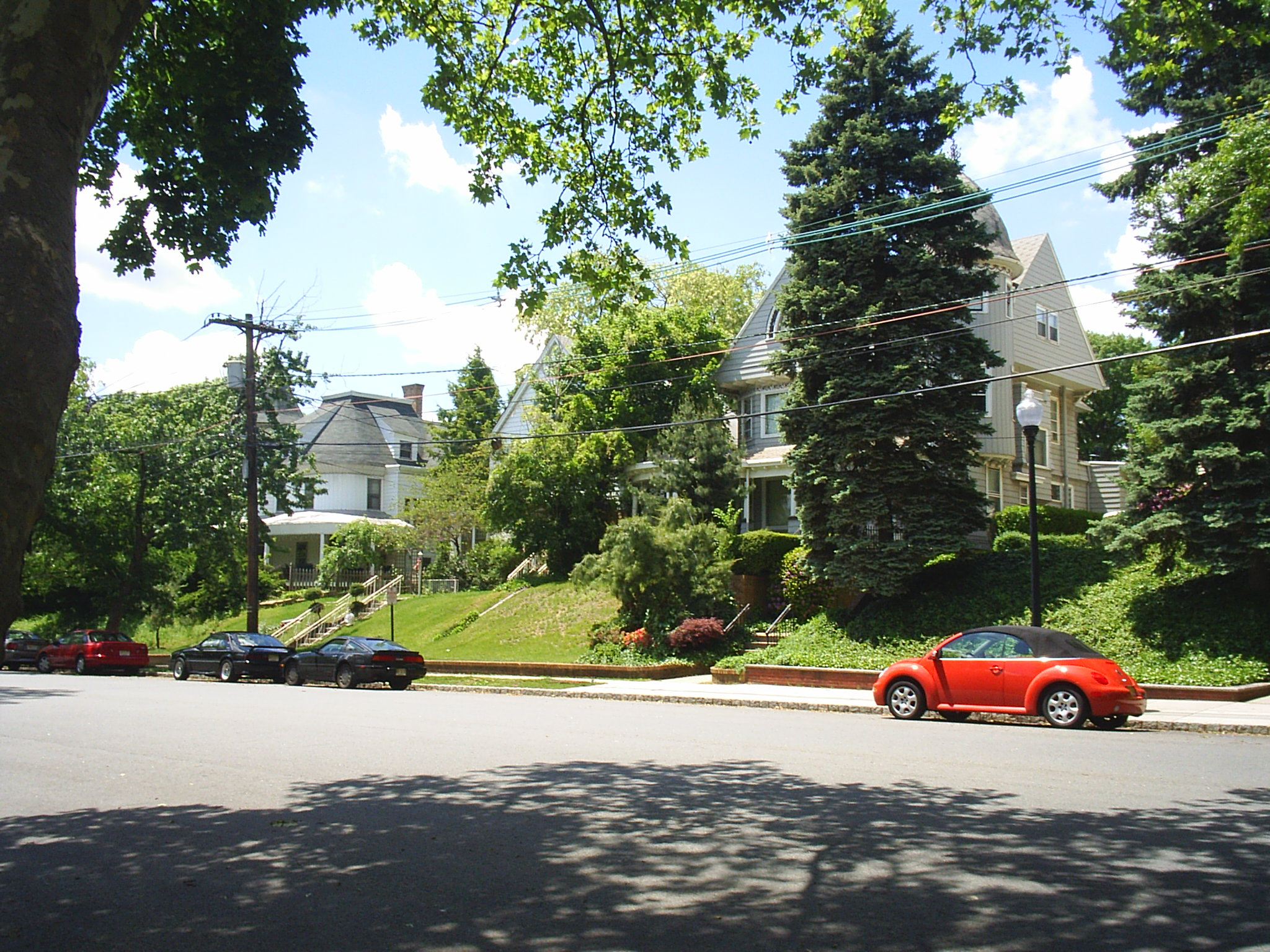
ハイストリートで典型的なビクトリア様式

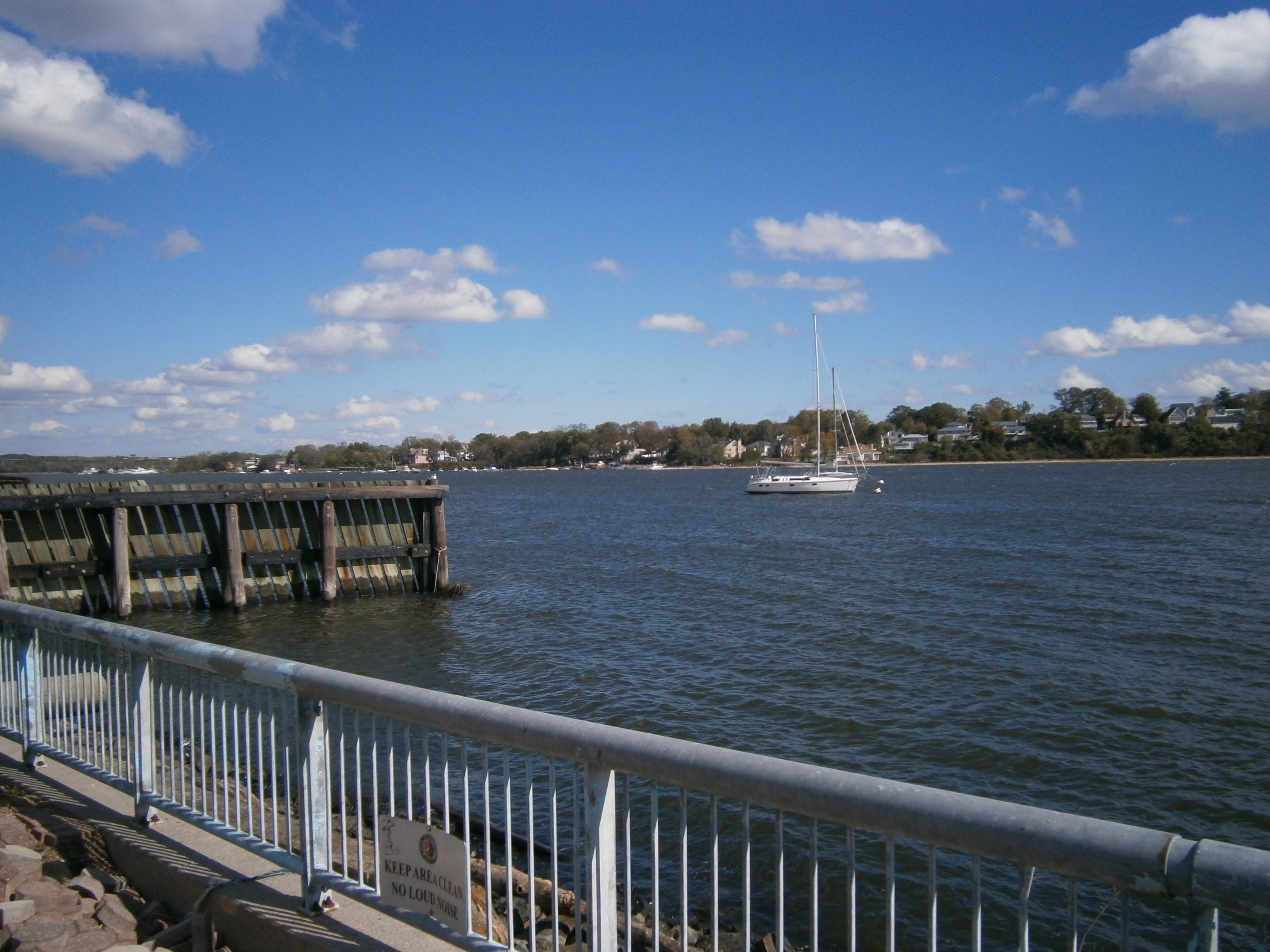
ウォーターフロント歩道に沿ったアーサーキル、フェリー桟橋の直ぐ南

### ウォーターフロント
市内には歴史あるウォーターフロントがあり、近年かなりの再開発が行われてきた。ここは最初に開拓が行われた場所であり、水によって囲まれた歴史ある海洋文化が残っていることでは、州内でも数少ない場所の1つである。見どころとしてはパース・アンボイ・フェリー桟橋、小さな博物館2つ、画廊1つ、ヨットクラブ1つおよびマリーナがある。マリーナの近くには小さな野外音楽堂のある公園がある。夏の日曜の午後には、この音楽堂で湾岸のコンサートがある。水際には赤煉瓦の遊歩道があり、風格のあるビクトリア様式の家屋が並ぶ。その幾つかは湾を見下ろす岡の上にあり、街路樹が並び、手入れの行き届いた芝生がある。数多いシーフード・レストランもある。土地は2ブロック離れると急に立ち上がる。このことで町の他の部分と切り離され、ウォーターフロントは静かな漁村のように見える。ウォーターフロントの興味ある地点として、セントピーターズ聖公会教会や領主邸宅がある。その邸宅は元総督の家屋であり、現在は博物館と幾つかの事務所を収容している。カーニー・コテージにも博物館が入っている。さらに町のこの部分は昔、ユダヤ人の繁栄した町であり、イェシーバ（学校）、シナゴーグ（教会）、コーシャーの肉屋とパン屋があった。しかし今日ではシナゴーグが2つ残っているだけであり、通常の礼拝では55歳以上の人が数人参列するだけである。「港傍の上陸」と呼ばれるプロジェクトでは、2,100戸の住宅と屋根付き駐車場、床面積15万平方フィート (14,000 m2) の小売りスペース、コミュニティセンター、大衆向けレクリエーション施設が考えられている。開発者のチャールズ・クシュナーは証拠改竄、脱税、違法な選挙献金で有罪とされ2年間刑務所に入っていた。パース・アンボイ市長のウィルダ・ディアズはクシュナーと会見した後、規模を縮小した開発の設計概念を了承し、当初約束されていた持ち家住宅の代わりに手頃価格の借家を建てることを認めた。

### 中心街

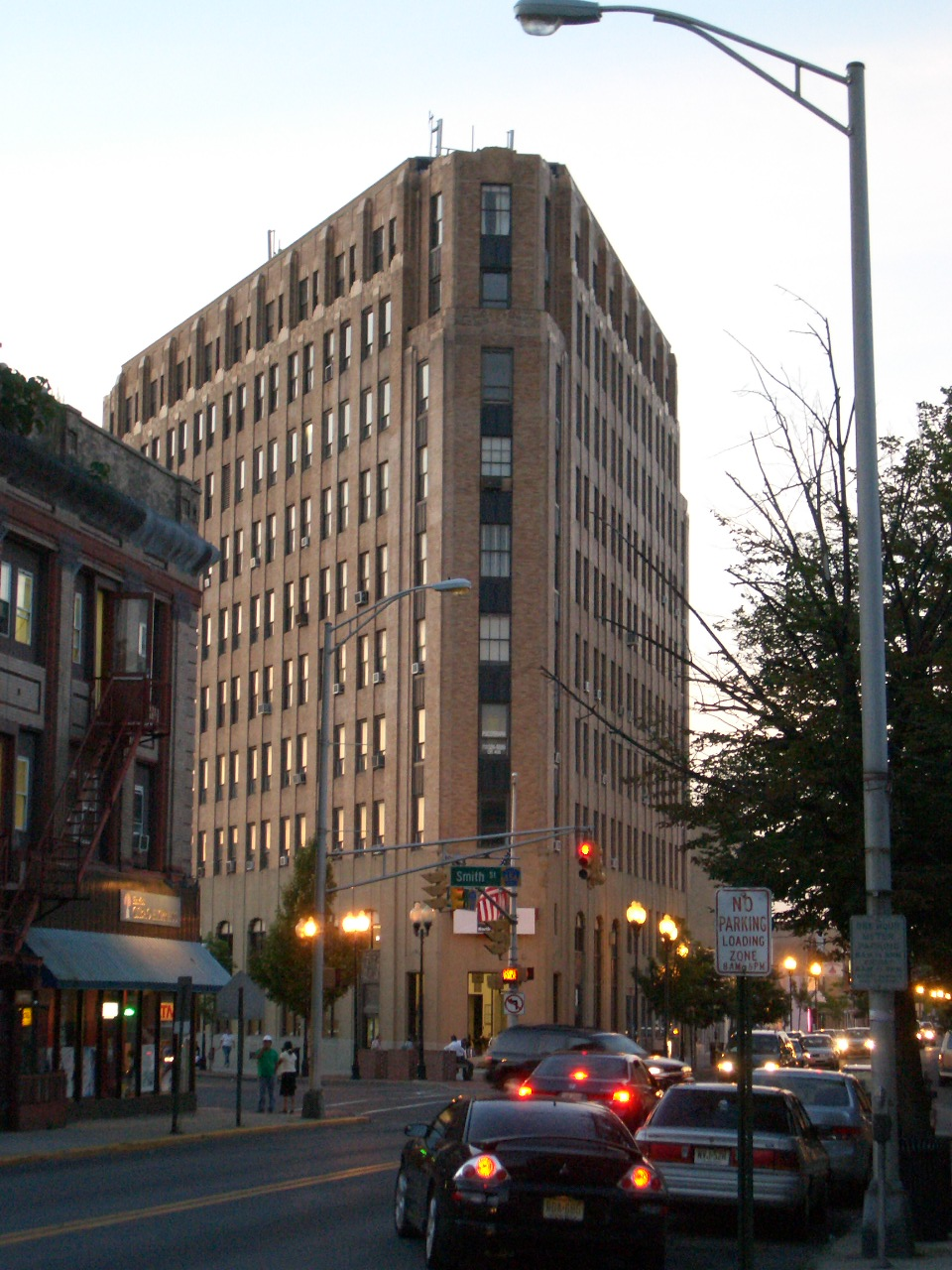
The Perth Amboy Nationalファイブコーナーズの銀行ビル

パース・アンボイは1683年に入植され1718年に法人化された。イングランド人商人、信教の自由を求めるスコットランド人、フランス人プロテスタントによって設立され、港の可能性を最大限にすることを求めた。中心街は主要商業地区であり、スミス通りを中心に広がっている。都市事業化地域であり消費税は3.5%に減らされ（通常は7%）、新しく植えられた樹木、ビクトリア調の街灯、ベンチ、ゴミ箱、赤煉瓦の歩道のあるスミス通り再活性化の資金を手当てしている。スミス通りは比較的小さなショッピング街であり、幅は7ブロックに過ぎず、労働者階級の顧客を相手にする店が多い。通りの横側は様々な建築様式の二階建てあういは三階建ての建物が並ぶ。スミス通りとニューブランズウィック・アベニューおよびステート通りの交差点であるファイブコーナーには、「アンボイ・タワーズ」と呼ばれる10階建ての銀行ビルがあり、唯一の高層ビルである。以前は百貨店も幾つかあったが、現在最大の店舗はディスカウントショップのバーゲンマンである

### ハーバータウン

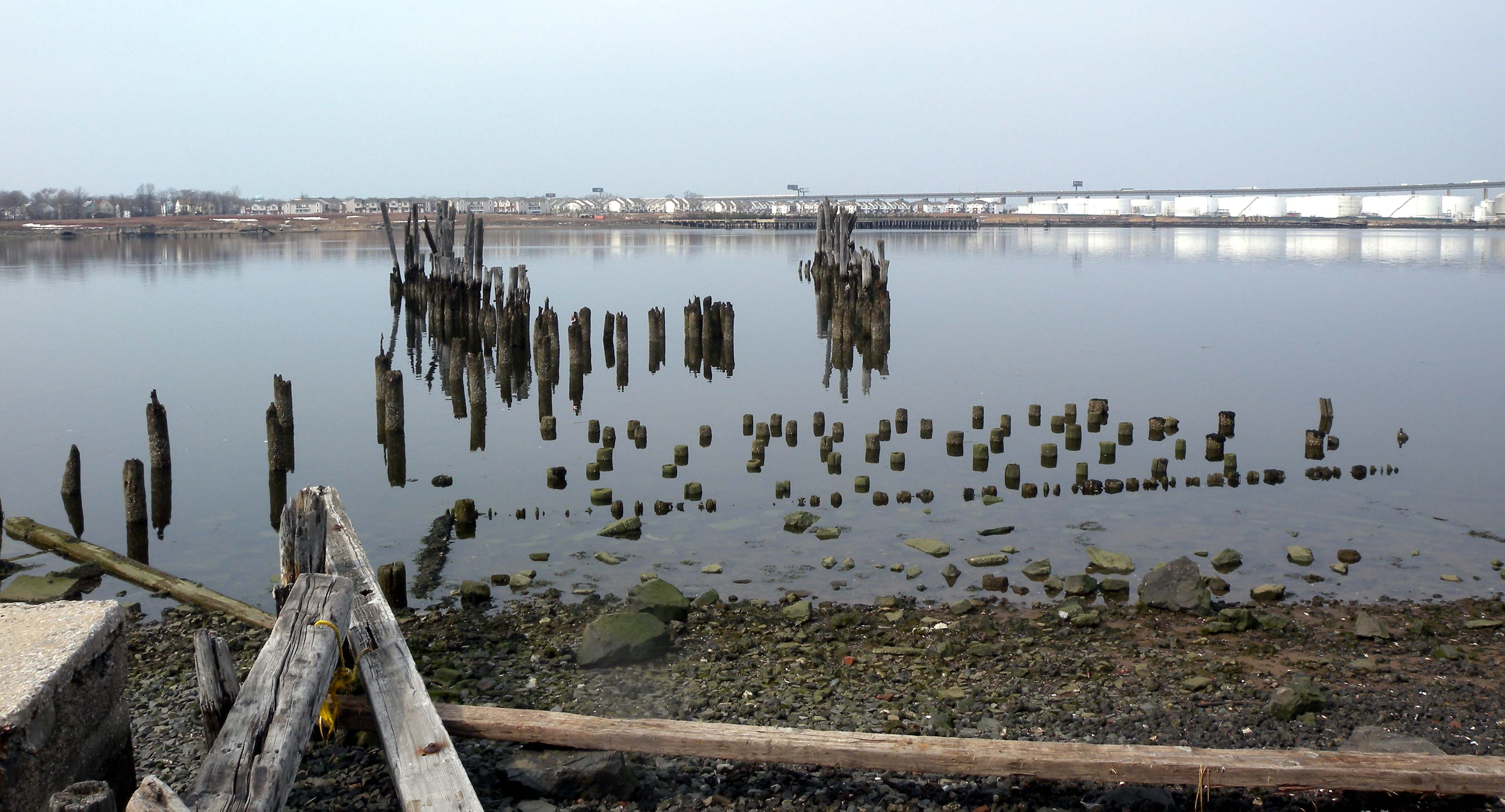
アーサーキルからハーバータウンを望む

ハーバータウンはウォーターフロントに近年建設されたタウンハウス地区であり、現在も広がり続けている。高級住宅と共に手頃な価格の住宅があり、市内でも経済的カル民族的に多様な開発地区である。

### ホール・アベニュー
ホール・アベニューはニュージャージー交通局鉄道線の東にあるホール・アベニューを中心とした地区である。このホール・アベニュー自体は過去のように商店街ではない。通りを歩いている人は少ないが放棄された訳でもない。ホール・アベニューとステート通りの角に、近年「ファイアハウス・プラザ」と呼ばれる小さなショッピングセンターが建てられた。しかし地区の大半は住宅である。家屋の大半は築年の古いアパートだが、新築の家屋もある。昔からプエルトリコ系の町であり、毎年プエルトリコの日祭があり、ニューヨーク市で歴史あるプエルトリコの日パレードと同じ日に開催されている。ルディク公園が州道440号線の北にあり、ロベルト・クレメント野球場や産業団地がある。

### 南西部
南西部は主に労働者階級の住宅地区であり、軽工業も幾つかある。市内最大のショッピングセンターがここにある。この地区はドミニカ共和国系やプエルトリコ系が多く、近年では南アメリカ系も入って多様化したヒスパニック地区となっている。メキシコ系の大半もここに住んでいる。以前はアイルランド系が多く、「ダブリン」という名前もあった。アイルランド系に続いて東ヨーロッパの主にポーランドとハンガリーからの移民が入った。家屋の大半は小さな1世帯あるいは2世帯住宅である。主要商店街はスミス通りのニュージャージー交通局鉄道線より西である。

### ウォーターフロントの西部
ウォーターフロントの西部はカーニー・アベニューの西側である。圧倒的にブルーカラーのヒスパニック系住民が多い。家屋の大半は築後100年以上であり、多くは質素な長屋である。サドウスキ・パークウェイ公園がこの地区の南縁であり、ベンチと歩道がある。海浜は現在水泳には向いていない。この公園では夏の間にドミニカ祭などの祭が開催される。

### ステート通り
ステート通りはニュージャージー交通局鉄道線の東、ファイエット通りの北、ハーバータウンの南にある地区である。南西部と同様に労働者階級のヒスパニック系住民が多い。さらに多くの工場が有ったが、海外に移転された。カリブ系住民が多く、キューバ系の大きな社会があった。アパートが並ぶステイト・アンド・ファイエット・ガーデンズは、かつて「キューバン・ビル」と呼ばれた。「港傍の上陸」再開発プロジェクトがこの地区で行われている。

### アンボイ・アベニュー
アンボイ・アベニューは準郊外部であり、労働者階級と中流階級が住む町である。「病院セクション」あるいは「高校セクション」とも呼ばれている。大半の住人はヒスパニック系である。かつてはイタリア系の多い町だった。

### モーラー
モーラーは州道440号線の北にある労働者階級と中流階級が住む町である。工業化が進み、多くの石油精製所や使われなくなった工場がある。アンボイ・アベニュー同様、準郊外部である。

### チキンタウン
チキンタウンは州道35号線の西、スパ・スプリングスの南、州道440号線よりすぐ南の地区である。スパ・スプリングスと性格が似ているが、範囲は少ない。市内最大の公園であるワシントン公園がある。

### スパ・スプリングス
市内北西部にあるスパ・スプリングスはウォーターフロントと共に、市内でも最も魅力的で中流階級の住む地区になっている。住民は年をとっている。市内では最も裕福な地区であり、1世帯住宅とガレージのある郊外部である。

## 政府と政治

### 市政府
パース・アンボイ市はフォークナー法による市長・市政委員会政府形態を採用している。市政委員会の委員5人は4年間任期であり、偶数年に2人または3人が改選される。市長も任期は4年間であり、委員2人が改選されるのと同じ年に改選される。2010年10月、市政委員会は選挙日を5月から11月に変更し、その最初の機会は2012年11月の一般選挙と同時だった。

### 連邦、州、郡の政府機関
パース・アンボイはアメリカ合衆国下院ニュージャージー州第6選挙区に属している。州議会では第19選挙区に入っている。
ミドルセックス郡郡政委員会は7人の委員で構成され、任期は3年間、毎年2人または3人が改選される。

### 政治
2011年3月23日時点で市内には登録有権者が22,737人おり、その内9,212人（40.5%）は民主党、1,022人（4.5%）は共和党、12,550人（55.0%）は無党派だった。他の政党で登録したのは3人のみだった。
2008年アメリカ合衆国大統領選挙では、民主党のバラク・オバマが総投票数13,473のうち10,999票、81.6%を獲得し、共和党のジョン・マケインは2,261票、16.8%、その他の候補が91票、0.7%だった。登録有権者数は23,248人、投票率は58.0%だった。2004年では、民主党のジョン・ケリーが8,677票、71.0%を得て、共和党のジョージ・W・ブッシュの3,359票、27.5%を上回った。その他の候補は79票、0.4%、登録有権者数は21,686人、投票数12,223票、投票率は56.4%だった。
2009年ニュージャージー州知事選挙では、民主党のジョン・コーザインが4,645票、69.8%を獲得し、共和党のクリス・クリスティの1,611票、24.2%に勝利した。登録有権者数は22,185人、投票数6,654票、投票率は30.0%だった。

## 交通

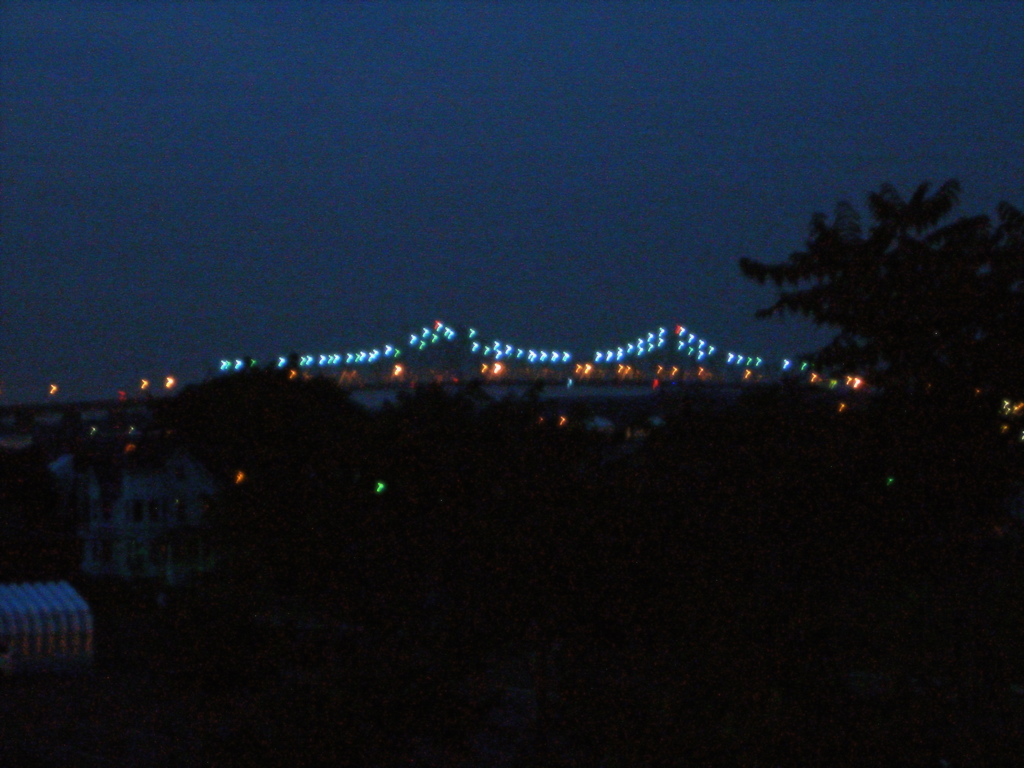
夜のアウターブリッジ・クロッシング、パース・アンボイからアーサー・キルを超えてニューヨーク市スタテン島に州道440号線を通している

1928年6月29日に開通したアウターブリッジ・クロッシングはアーサー・キルに掛かる片持ち橋であり、パース・アンボイとスタテン島を結んでいる。州の南部や西部からニュージャージー州道440号線を経て、ニューヨーク州道440号線に変わり、ニューヨーク市やロングアイランドに通じる。その名前はニューヨーク・ニュージャージー港湾公社初代総裁のユージェニアス・H・アウターブリッジから来ている。アーサーキルの上空143フィート (44 m) を通っているので、ニューヨーク・ニュージャージー港に入る大型船を通すことができる。

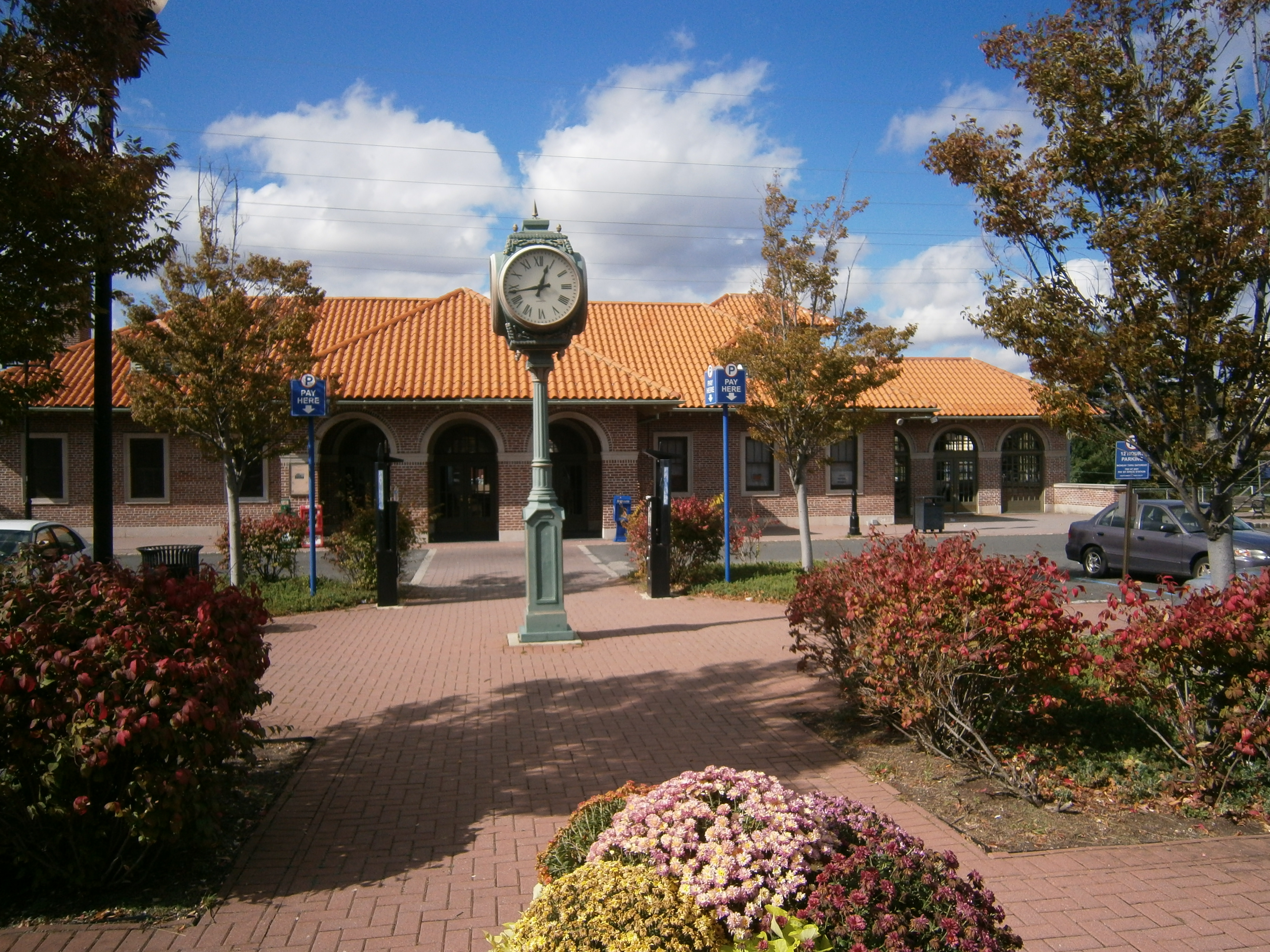
パース・アンボイ駅入り口

ビクトリー橋はラリタン川に架かる州道35号線を通す橋であり、パース・アンボイと南岸のセイアービルを繋いでいる。2005年に完成した工事で、それまでの4車線跳ね橋を、片方向2車線の双子橋に置き換え、路肩にはバイクレーンを設けた。
パース・アンボイ駅からはノースジャージー海岸線でニューアーク・ペン駅、ホーボーケン・ターミナル、セカーカス・ジャンクション駅、ニューヨーク市ペンシルベニア駅、ジャージーショアに行くことができる。
ニュージャージー交通のバスは、系統116番で港湾公社バスターミナル、系統62番でニューアークに行き、他にも系統813番、815番、817番がある。市内にはタクシー会社が4社ある。

## 教育
市内の公立学校はパース・アンボイ公共教育学区が運営しており、幼稚園から12年生（高校生）までを教えている。州内に31有るアボット地区の1つである。この地区は、ニュージャージー教育開発局の監督下に、これら地区内の学校建設と改修の費用を全て賄うよう州に要求されていることに基づている。
地区内には就学前学校2校、小学校5校、中学校2校、高校1校がある。
25歳以上の成人に占める大学卒以上の学歴を有する者は9.7%で、州の平均値よりかなり低い。
アカデミー・フォー・アーバン・リーダーシップ・チャーター高校は、9年生から12年生を教える公立高校であり、2010年9月に開校し、ニュージャージー州教育省からのチャーターで、教育学区とは独立して運営されている。1学年100人、4学年で400人を教えることを目指している。
1903年、パース・アンボイ公共図書館が州内初のカーネギー図書館となり、アンドリュー・カーネギーの認証と地元慈善家の寄付を通じて運営されるようになった。2010年から建物の改修が進められ、その大きさを3倍にする資金集めが進行中である。
アサンプション・カトリック学校とパース・アンボイ・カトリック・プリマリー・アッパースクールがローマ・カトリック・メトゥチェン教区の監督下に運営されている。

## 商業
市内の一部は都市事業化地域に入っている。この地域内で雇用を促進する施策に加えて、消費税を半額の3.5%に抑えている。

## 著名な出身者
- ソロモン・アンドリュース（1806年-1872年）、最初に操縦できる飛行船を作った、後にパース・アンボイ市長を3期務めた[75]
- ジョン・ボン・ジョヴィ（1962年-）、歌手、パース・アンボイ生まれ[76]
- スタンリー・ノーマン・コーエン（1935年-）、遺伝学者、最初に遺伝子を結合、移植する方法を共同開発した[77]
- ヴィダ・グエラ（1974年-）、モデル、キューバ生まれ、パース・アンボイで育った[78]
- ジョージ・イネス（1825年-1894年）、風景画家[79]
- ローレンス・カーニー（1789年-1868年）、海軍士官、中国の門戸を開放させる道を開いた[23]
- リッチー・サンボラ（1959年-）、ロックバンド「ボン・ジョヴィ」のギタリスト、パース・アンボイ生まれ[80]

## 姉妹都市
- ポルトガル、カルダス・ダ・ライーニャ
- ミシガン州、ヒルズデール